# Elovka
L'Elovka (in russo Еловка?) è un fiume della penisola di Kamchatka nell'Estremo Oriente russo. Scorre nel Ust'-Kamčatskij rajon del Territorio della Kamčatka.
Il fiume ha origine nella parte nord della Catena Centrale dal ghiacciaio Levyj Elovskji sul pendio del vulcano Šišel' e riceve alcuni grandi affluenti: Kirevna, Kunchilok e Šišej. Nel corso superiore scorre tra alte montagne, nel corso medio e inferiore attraversa un'area paludosa. La lunghezza del fiume è di 244 km, l'area del suo bacino è di 8 240 km². Sfocia nella Kamčatka a 144 km dalla foce, a monte del villaggio di Ključi.